# Salignac-Eyvigues
Salignac-Eyvigues är en kommun i departementet Dordogne i regionen Nouvelle-Aquitaine i sydvästra Frankrike. Kommunen ligger i kantonen Salignac-Eyvigues som tillhör arrondissementet Sarlat-la-Canéda. År 2022 hade Salignac-Eyvigues 1 184 invånare.

## Befolkningsutveckling
Antalet invånare i kommunen Salignac-Eyvigues
Referens:INSEE